# Magistrat (Deutschland)
Der Magistrat (lateinisch magistratus ‚Behörde‘) ist in Deutschland ein Kollegialorgan an der Spitze der Verwaltung einer Stadt mit Magistratsverfassung; in einer Gemeinde ohne Stadtrechte nennt sich dieses Organ Gemeindevorstand.

## Geschichte

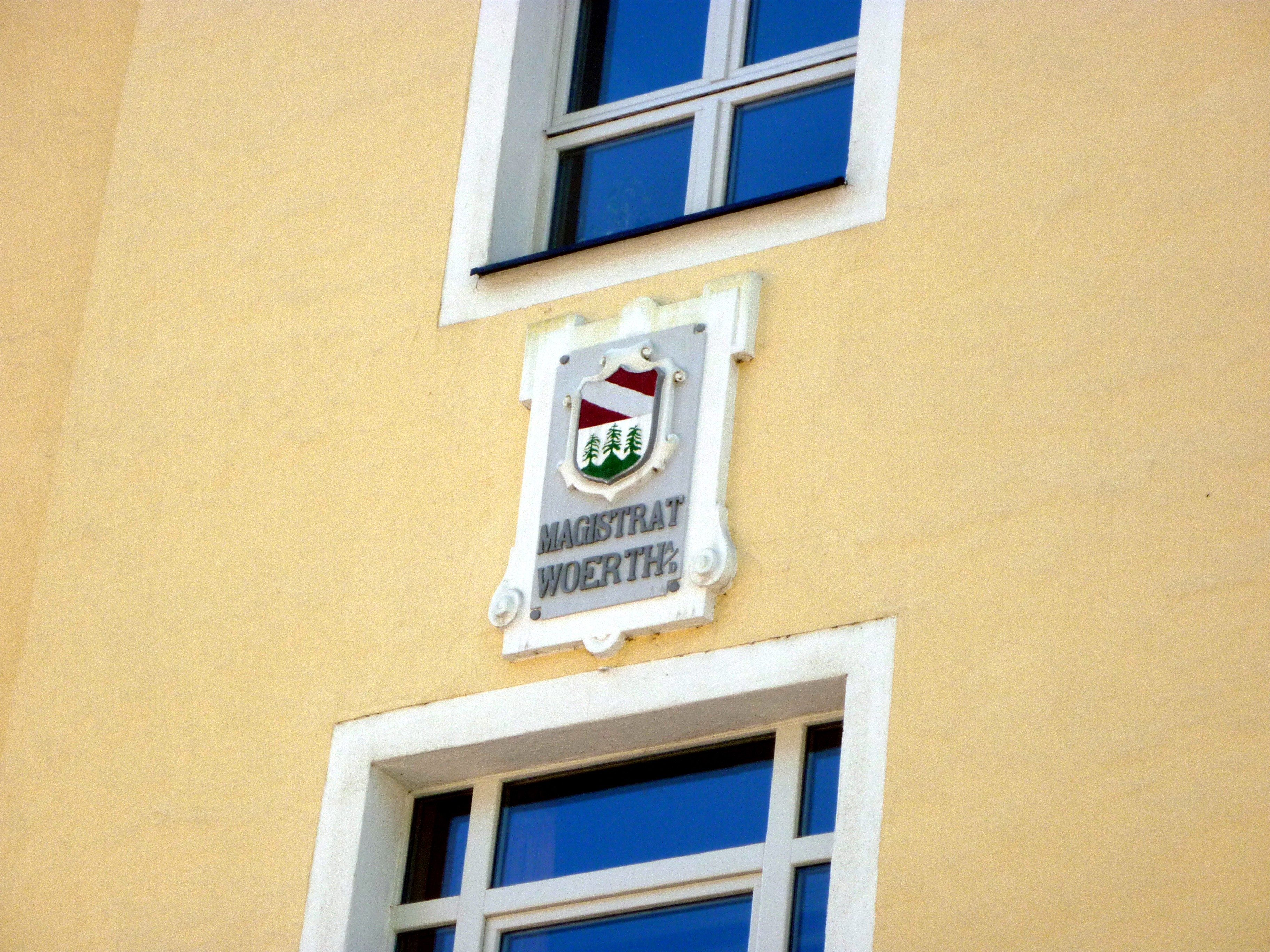
Magistrat Wörth an der Donau, Bayern, Stadtwappen am 1892 erbauten Rathaus

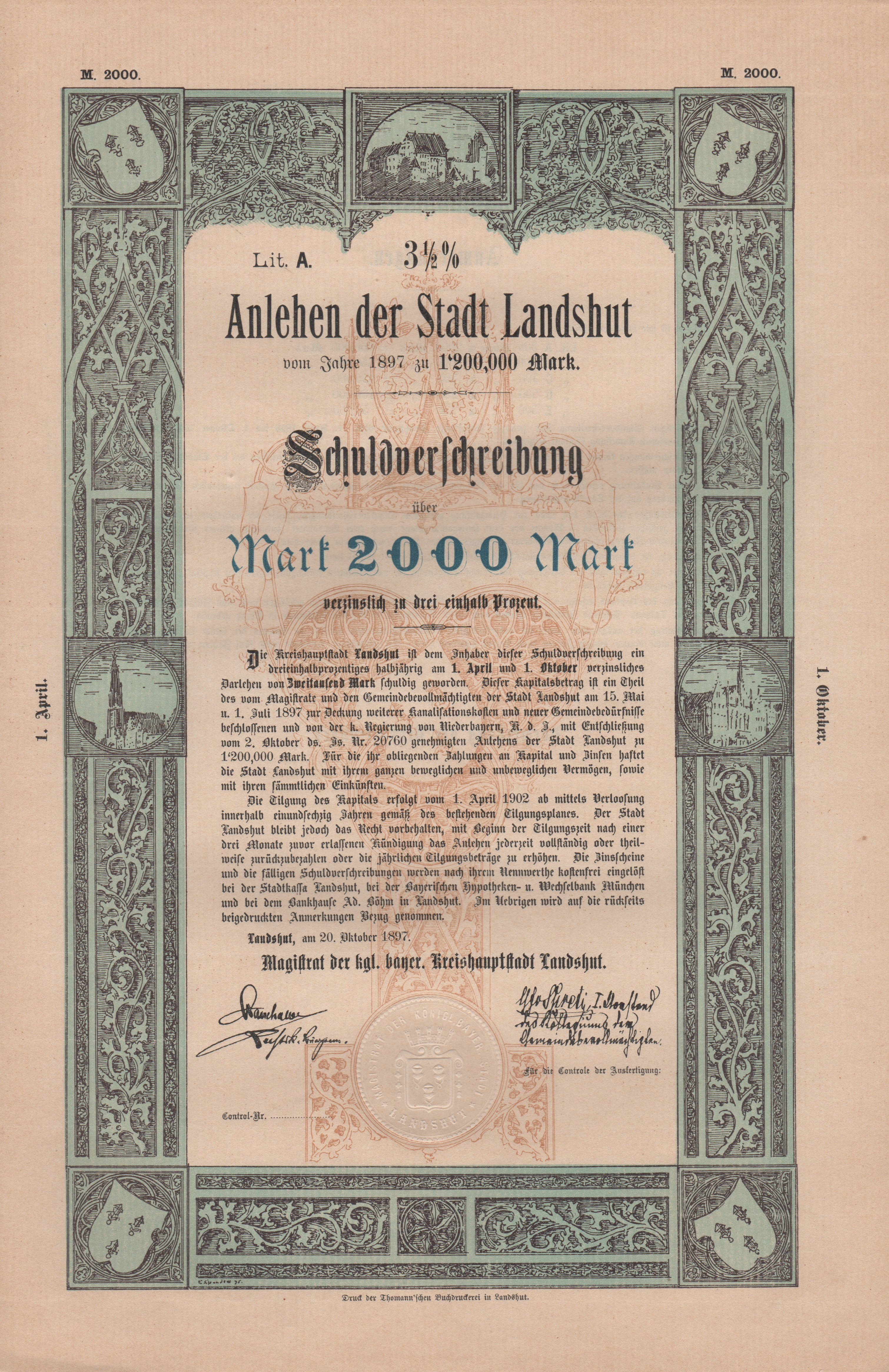
Anleihe der Stadt Landshut von 1897, ausgegeben vom Magistrat der kgl. bayer. Kreishauptstadt Landshut

Im Mittelalter wurden Kollegien städtischer Amtsträger in Anknüpfung an die antiken Magistraturen als magistratus bezeichnet. Im Frühmittelalter wurde der Begriff selten gebraucht. Ab dem 12. Jahrhundert war magistratus als Bezeichnung für stadtherrliche Amtsträger gebräuchlich. Im Spätmittelalter wurden alle gewählten Amtsträger im Dienst der Stadtkommune, insbesondere Bürgermeister, Rat und Schöffen, mit dem Begriff magistratus civitatis (Magistrat der Stadt) erfasst. In den Städten der Frühen Neuzeit war magistratus die Bezeichnung für den Stadtrat.
Für die Städte des Königreichs Preußen wurde im Jahr 1808 mit der neuen Städteordnung eine Magistratsverfassung geschaffen, die bis zur Ablösung durch die nationalsozialistische Deutsche Gemeindeordnung im Jahr 1935 in weiten Teilen Deutschlands galt.

## Bundesrepublik Deutschland
Eine Magistratsverfassung sehen heute nur noch die Gemeindeordnung des Landes Hessen und die Verfassung für die Stadt Bremerhaven vor. In den übrigen Flächenstaaten gelten Bürgermeister- oder Ratsverfassungen.
Der Magistrat besteht aus dem (Ober-)Bürgermeister sowie haupt- und ehrenamtlichen Stadträten. Er bildet die Spitze der Verwaltung einer Stadt. Den Stadträten werden oft einzelne oder mehrere Dezernate zugeordnet, beispielsweise Bau, Bildung, Finanzen, Freizeit, Gesundheit, Kultur, Sicherheit, Sport, Umwelt oder Verkehr. Die Zuordnung trägt dabei der Frage Rechnung, ob die Magistratsmitglieder hauptamtlich oder ehrenamtlich tätig sind. Entsprechendes regelt die Hauptsatzung der Gemeinde.
Die Kompetenzen, die in anderen Ländern Deutschlands auf den Bürgermeister konzentriert sind, werden zwischen dem Kollegium aufgeteilt. Der jeweilige Bürgermeister ist primus inter pares, hat sich also im Kollegium des Magistrats abzustimmen und kann die Stadträte nicht zu bestimmtem Handeln anweisen.
Ursprünglich wurde der Bürgermeister in der Magistratsverfassung von der jeweiligen Gemeindevertretung (in Bremerhaven von der Stadtverordnetenversammlung und in den hessischen Gemeinden von der Gemeindevertretung) gewählt.

### Hessen
Nach der Hessischen Gemeindeordnung bilden der Bürgermeister, der Erste Beigeordnete als sein allgemeiner Vertreter und die weiteren Beigeordneten den Gemeindevorstand. In § 9 Abs. 2 HGO ausdrücklich geregelt, dass dieses Kollegialorgan in Städten als Magistrat bezeichnet wird. In Städten bis 50 000 Einwohnern führen die Beigeordneten unter dem Vorsitz des Bürgermeisters die Bezeichnung Stadtrat, der Erste Beigeordnete die Bezeichnung Erster Stadtrat. In den größeren Städten, das sind  die Kreisfreien Städte und Sonderstatusstädte, führt der Bürgermeister die Amtsbezeichnung Oberbürgermeister, der Erste Beigeordnete die Amtsbezeichnung Bürgermeister, während die Beigeordneten unverändert als Stadträte bezeichnet werden. Stadträte sind ehrenamtlich tätig. In jeden Magistrat sind mindestens zwei Stadträte zu wählen. Die Hauptsatzung kann bestimmen, dass ihre Zahl größer sein soll und dass ein oder mehrere Stadträte hauptamtlich bestellt werden. In der Regel kommt zunächst die Stelle des Ersten Stadtrats für eine hauptamtliche Verwaltung in Frage. Die Zahl der hauptamtlichen Stadträte darf die der ehrenamtlichen nicht übersteigen.
Der Magistrat steht an der Spitze der Stadtverwaltung und wird von dieser unterstützt. Er trifft die Entscheidungen zu laufenden Verwaltungsangelegenheiten, bereitet gemeinsam mit der Verwaltung die Beschlüsse der Stadtverordnetenversammlung vor und führt diese aus. Er wirkt mit bei der Ausführung der Gesetze und Verordnungen innerhalb der Stadt, bei der Verwaltung des Vermögens, bei der Erstellung des Haushaltsplanes sowie bei der Überwachung des Kassen- und Rechnungswesens. Auch die Wahrung der Bürgerinteressen ist seine Aufgabe. Er vertritt die Gemeinde nach außen, führt den Schriftwechsel und vollzieht die Gemeindeurkunden. Er tagt unter Vorsitz des Bürgermeisters in nicht-öffentlichen Sitzungen. An den Sitzungen der Stadtverordnetenversammlung nehmen die Stadträte ohne Stimmrecht teil.
Seit 1993 findet in Hessen die Direktwahl der Bürgermeister statt (§ 39 Abs. 1a HGO). Die ehrenamtlichen Stadträte hingegen werden von der Stadtverordnetenversammlung in oder bald nach der konstituierenden Sitzung für die fünfjährige Wahlperiode bis zur nächsten Kommunalwahl in den Magistrat gewählt und bleiben bis zur Wahl eines neuen Magistrats im Amt. Für die Dauer ihrer Wahlzeit werden sie zu Ehrenbeamten ernannt und können, im Gegensatz zu hauptamtlichen Magistratsmitgliedern, nicht abgewählt werden. Die Stärke der in der Stadtverordnetenversammlung vertretenen Fraktionen spiegelt sich grundsätzlich in der Zusammensetzung des ehrenamtlichen Magistrats wider. Die hauptamtlichen Stadträte werden von der Stadtverordnetenversammlung auf die Dauer von sechs Jahren als Wahlbeamte gewählt, ihre Wahl findet mithin unabhängig vom Termin der Kommunalwahlen statt.
Der Bürgermeister als Vorsitzender des Magistrats regelt die Geschäftsverteilung unter die hauptamtlichen Magistratsmitglieder, die sodann als Dezernenten in den ihnen übertragenen Fachbereichen der Stadtverwaltung die laufenden Verwaltungsangelegenheiten selbständig erledigen.

### Bremerhaven
Der Magistrat von Bremerhaven ist, neben der Stadtverordnetenversammlung, eines der beiden Organe der Stadt. Er besorgt nach den Beschlüssen der Stadtverordnetenversammlung die laufende Verwaltungsarbeit. Die Stadtverordnetenversammlung wählt den Oberbürgermeister, den Bürgermeister und die hauptamtlichen Stadträte für eine Wahlperiode von sechs Jahren. Die ehrenamtlichen Stadträte werden für die Dauer der Wahlperiode der Stadtverordnetenversammlung in den Magistrat gewählt.

### Berlin
Am 14. Mai 1945 wurde durch die sowjetische Militärregierung wieder ein Magistrat von Groß-Berlin geschaffen. Nach dem Auseinanderbrechen der städtischen Verwaltung im Jahr 1948 verwaltete der Magistrat von Groß-Berlin nur noch den sowjetisch besetzten Ostsektor der Stadt. Gleichwohl behielt die Ost-Berliner Stadtregierung ihren Namen bis 1977 bei, während in West-Berlin ab 1950 der Senat von Berlin an dessen Stelle trat. Von 1977 bis zur Bildung des ersten gesamtberliner Senats am 11. Januar 1991 gab es in der DDR noch den Magistrat von Berlin, Hauptstadt der DDR.
In anderen Städten der DDR wurde die Stadtverwaltung als staatliches Organ mit Rat der Stadt bezeichnet.